# Nicanor Parra

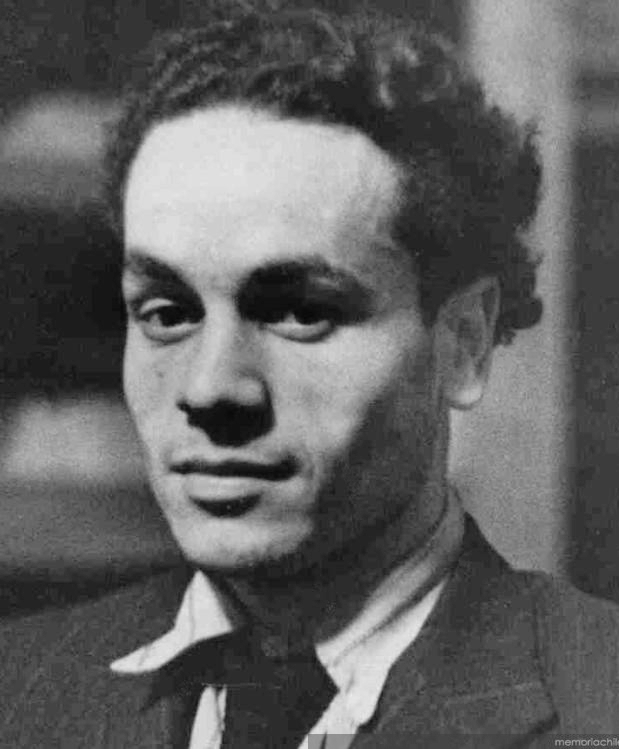
Parra,1935

Nicanor Segundo Parra Sandoval (ur. 5 września 1914 w San Fabián, zm. 23 stycznia 2018 w Las Cruces) – chilijski matematyk i poeta. Jeden z najbardziej znanych chilijskich poetów piszących po hiszpańsku.

## Życiorys
Parra pochodzi z rodziny muzyków i pisarzy. W 1933 wstąpił do Instytutu Pedagogicznego na uniwersytecie w Chile. W 1943 roku udał się do Stanów Zjednoczonych, by kontynuować studia z zakresu fizyki, a następnie udał się do Anglii, by studiować kosmologię. Powrócił do Chile jako profesor w 1946 roku. W 1952 roku został profesorem fizyki na Uniwersytecie w Santiago i czytał swoje wiersze w Anglii, Francji, Rosji, Meksyku, Kubie i Stanach Zjednoczonych. Wydał kilka książek.
Parra został kilka razy nominowany do Literackiej Nagrody Nobla. W 2011 roku otrzymał Nagrodę Cervantesa.
Na język polski Krystyna Rodowska przełożyła wybrane wiersze Nicanora Parry, zamieszczone w antologii Umocz wargi w kamieniu. Przekłady z poetów latynoamerykańskich, Wrocław 2011, s. 281-312.

## Twórczość
- 1937: Cancionero sin nombre
- 1954: Poemas y antipoemas
- 1958: La cueca larga
- 1962: Versos de salón
- 1963: Manifiesto
- 1967: Canciones rusas
- 1969: Obra gruesa
- 1971: Los profesores
- 1972: Artefactos
- 1977: Sermones y prédicas del Cristo de Elqu
- 1979: Nuevos sermones y prédicas del Cristo de Elqui
- 1981: El anti-Lázaro
- 1981: Plaza Sésamo
- 1982: Poema y antipoema de Eduardo Frei
- 1983: Cachureos, ecopoemas, guatapiques, últimas prédicas
- 1983: Chistes para desorientar a la policía
- 1983: Coplas de Navidad
- 1983: Poesía política